# Bryum latifolium
Bryum latifolium là một loài rêu trong họ Bryaceae. Loài này được Schwägr. Brid. mô tả khoa học đầu tiên năm 1819.